# Rabinal Achí

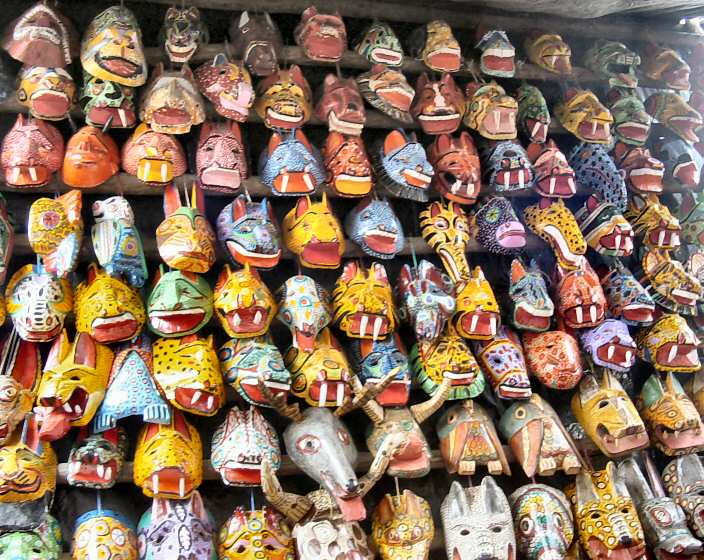
Masky používané mayskými tanečníky

Rabinal Achí je mayská divadelní hra s dějem zasazeným do předkolumbovské doby. Provozuje se každoročně při oslavách svatého Pavla 25. ledna ve městě Rabinal v guatemalském departementu Baja Verapaz. Představení je syntézou tance, recitace a hry na bicí a dechové nástroje, aktéři používají pestrobarevné kostýmy a masky. Na scéně vystupují příslušníci náboženského bratrstva cofradía.
Drama je známé pod názvy Rabinal Achí (Muž z Rabinalu), Xajoj tun (Trumpetový tanec) nebo Quiché Vinak (Vládce Kʼicheʼ). Hra vychází z mayské historie a pojednává o vzpouře Rabinalu proti vladaří státu Kʼicheʼ. Je rozdělena na čtyři dějství a má formu dialogu mezi vůdci obou stran: panovník Rabinalu zajme svého protivníka, usvědčí ho z válečných zločinů a odsoudí k smrti. Text jako první zapsal v roce 1856 francouzský kněz Charles Étienne Brasseur de Bourbourg.
V roce 2005 byla hra zařazena mezi Mistrovská díla ústního a nehmotného dědictví lidstva podle UNESCO.